# 1235 هـ
1235 هـ هي سنة في التقويم الهجري امتدت مقابلةً في التقويم الميلادي بين سنتي 1819 و1820.

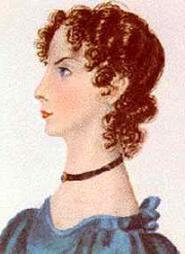
آن برونتي

## أحداث
- تعيين محمد بن مشاري حاكما لنجد.

## مواليد
- آن برونتي
- إبراهيم فصيح الحيدري
- شفيق بك
- عبد الغني المجددي
- فيتوريو إمانويلي الثاني
- كلب باقر الجايسي الحائري

## وفيات
- شاكر أفندي - قائد عسكري وسياسي عثماني
- أحمد مول أتاي - قائد عسكري وسياسي مغربي في عهد السلطان سليمان بن محمد .
- دلدار علي الهندي
- ذو النون الموصلي
- ساغر الشيرازي
- عاصم أفندي
- قسطنطين فرانسوا فولني
- محمد عناية الدهلوي
- مشاري بن سعود الكبير
- ياسين العمري